# Nelly Ciobanu

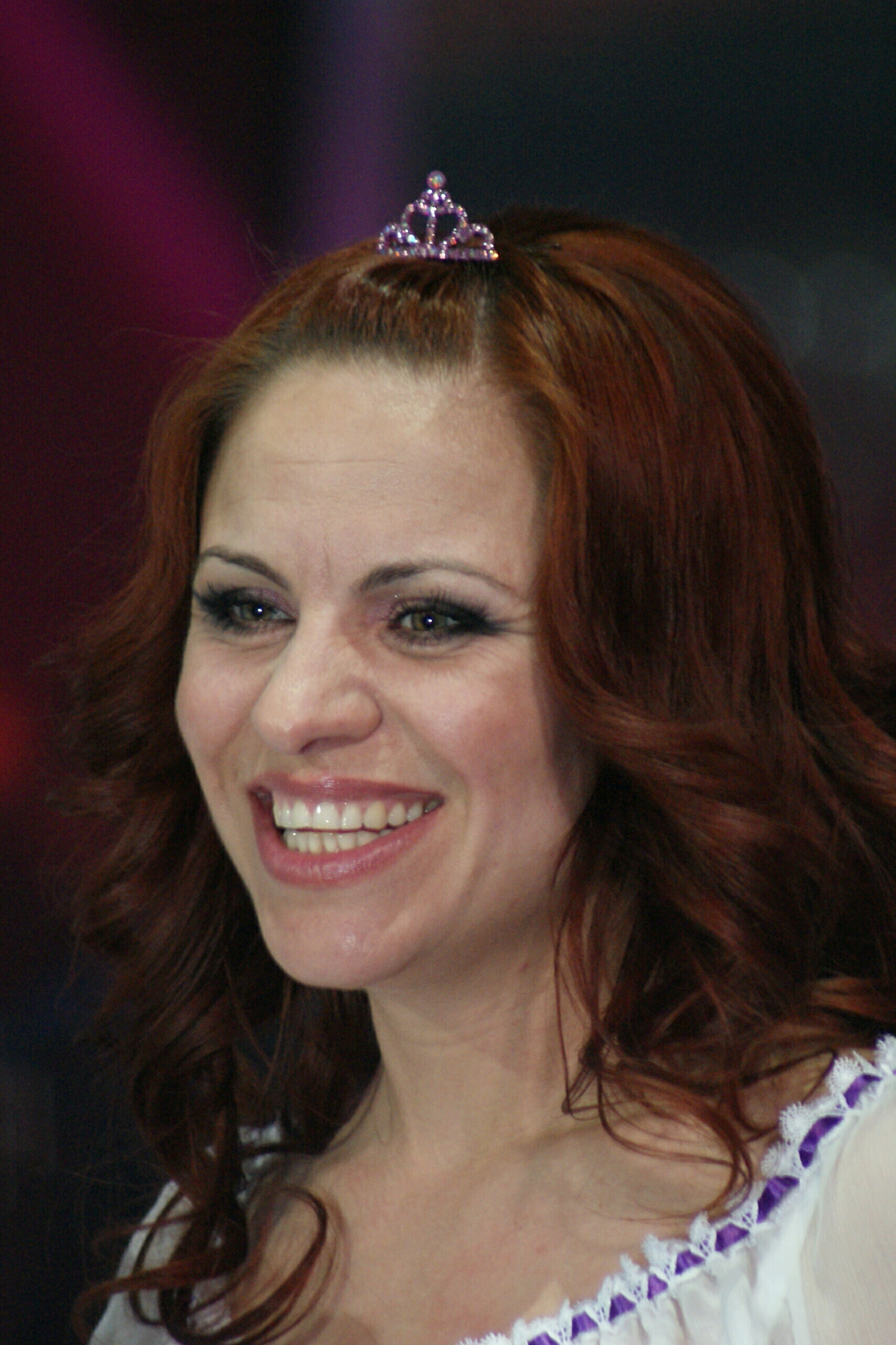
Nelly Ciobanu

Nelly Ciobanu (Moldavië, 28 oktober 1974) is een Moldavisch zangeres. Ze zat op de muziekacademie te Tiraspol. Bij het Oost-Europese publiek werd ze vanaf 1993 bekend, samen met haar broer als het duo "Master Dinamit". Ze nam voor Moldavië deel aan het Eurovisiesongfestival 2009.

## Carrière en prijzen
Ciobanu is winnares van verschillende internationale muziekfestivals. In 1998 won ze de tweede prijs bij het "Yalta-98" festival, in Oekraïne.
In 1999 behaalde ze de eerste prijs tijdens de 'Grand Prix' bij het Discovery-festival in Bulgarije met een liedje van de componist Liviu Stirbu.
Verder behaalde ze de tweede plaats op het festival "Voice of Asia" (Almaty, Kazachstan), in 2000 de eerste plaats op het festival de Slavic Bazaar in Wit-Rusland, de bronzen medaille tijdens de Delphian Games in Rusland in 2002, de eerste plaats op het festival Spring of April (Noord-Korea) in 2003, de tweede plaats op het festival New Wave in Jurmala; en de tweede plaats tijdens de voorselectie voor het Eurovisiesongfestival 2005.
Ook was Ciobanu jurylid bij het programma Five Stars.
Vermeldenswaard is dat ze in een groot aantal talen zingt, onder meer Moldavisch, Russisch, Engels, Italiaans en Koreaans. Ze reisde met verschillende grote internationale sterren, waaronder Patricia Kaas en Michael Bolton.

## Eurovisiesongfestival 2009
Ciobanu heeft voor Moldavië deelgenomen aan het Eurovisiesongfestival 2009 in Moskou, met het liedje Hora din Moldova ("Dans van Moldavië"). In de finale op 16 mei eindigde ze als veertiende met 69 punten.

## Trivia
- Op 24 december 2005 kreeg ze een dochter.